# 大田原広清
大田原 広清（おおたわら ひろきよ）は、下野大田原藩の第12代藩主。
文政13年（1830年）8月9日、第11代藩主・大田原愛清の次男として生まれる。弘化2年（1845年）5月27日に世子に指名され、弘化3年（1846年）12月16日に従五位下・出雲守に叙位・任官する。弘化4年（1847年）3月10日の父の隠居により家督を継ぐ。
嘉永4年（1851年）4月12日に江戸藩邸で死去した。享年22。跡を養子の富清が継いだ。

## 系譜
父母
- 大田原愛清（父）
- 律姫 ー 松平忠彊の娘（母）

正室
- 黒田長韶の娘

養子
- 大田原富清 ー 九鬼隆都の次男